# Kralj Matjaž (Kozak)
Kralj Matjaž je drama, ki jo je avtor poimenoval kot »veselo slovensko zgodbo v treh dejanjih«. Prvo dejanje komedije je bilo objavljeno leta 1938 v Sodobnosti. V knjižni obliki je drama izšla leta 1978.

## Osebe
- Kralj Matjaž
- Policijski komisar
- Dama
- Trije politiki
- Predsednik
- Kanonik
- Taktik
- Stražniki
- Lirik
- Patetik
- Cinik
- Novelist
- Živopisec
- Kipar
- Pianist
- Učenjak
- Zgodovinar
- Profesor
- Zastopnik mesta
- Hotelir
- Ponočnjak
- Žurnalisti

## Vsebina

### 1. dejanje
Kralj Matjaž vstane izpod Krima, z Iga ga preplašeni policaji pošljejo Komisarju v Ljubljano. Matjaž vidi, da se je znašel v nekakšen klavrn Liliput, cinični Komisar se strinja, a njegova naloga je, da v tem Liliputu skrbi za red in mir, zato skuša Matjažev prihod zamolčati. Vse pa je zaman, saj je tu že zastopnik mesta s predlogi o slavnostnem sprejemu, hotelir, ki ponuja apartma, in Dama, Komisarjeva ljubica, ki kralja povabi v svojo vilo na Bledu. Za njimi pridejo politiki, žurnalisti, meščani, Matjažev narod, ki so mu red, pokorščina in vdanost najsvetlejši ideali.

### 2. dejanje
V vili na Bledu se zbere smetana slovenske družbe. Vrstijo se pozdravni govori, nato pa zaradi nesporazumov pride do pretepa.

### 3. dejanje
Dama se pripravlja, da bi kralja zapeljala, Komisar pa je ni pripravljen izpustiti, zato ji napove boj. Matjaž ob Daminem laskanju hitro ugotovi, da je gospe dolgčas in jo mika naslov, čast in zakladi podzemlja. V sobo vdro veljaki, ki jim je Komisar podtaknil misel, da hoče Matjaž z Damo zbežati čez mejo, česar ne bodo dovolili, saj je kralj last naroda in narod ne dovoli avantur. Kralj spregleda Komisarjevo spletko in jim pove, da ga nihče od njih ni sprejel s srcem in da jim je narod le menica za profit. Komisar da kralja aretirati in ga da odpeljati na Grad v zapor. Ko si veljaki končno oddahnejo pa priderejo preplašeni stražniki, ki pravijo, da se je na poti na Grad odprla gora in da je kralj Matjaž poniknil vanjo. Kanonik zato veselo oznani, da se je svet vrnil v pravi tir, da so pravljice za otroke. Po njihovem odhodu se Komisar obrne k Dami, ki se mu vrže okrog vratu in mu pove, da je bil on zmeraj njen edini.

## Uprizoritve
Prva uprizoritev komedije je bila leta 1974 v Slovenskem ljudskem gledališču Celje. Ob tej uprizoritvi se je naša gledališka kritika znašla v nemajhni zadregi. Ni prav vedela, kam naj jo uvrsti, saj je s svojim slogom in fantastičnimi dogodki vsaj za dve desetletji prehitela vse izume naše dramatike po drugi svetovni vojni. Zadnja uprizoritev iz Kozakovega dramskega opusa je povzročila nesporazum, saj je le malokdo vedel, kaj naj počne z legendarnim metaforičnim vitezom, ki se je pojavil na ljubljanskem Barju.